# Kostelec (Vysočina)
Kostelec é uma comuna checa localizada na região de Vysočina, distrito de Jihlava.